# Enångers tingslag
Enångers tingslag var ett tingslag i Gävleborgs län. Tingslaget låg i den södra delen av nuvarande Hudiksvalls kommun. Arealen omfattade 1934 525 km², varav land 498 km². Tingsplatsen var tidigt i Njutånger för att senast från 1907 vara i Enånger. 
Enångers tingslag bestod före 1694 bara av Enångers socken, för att 1694 utökas med Njutångers socken och 1869 med Nianfors socken. Tingslaget uppgick 1948 i Sydöstra Hälsinglands domsagas tingslag.
Tingslaget hörde fram till 1771 till Hälsinglands domsaga, mellan 1771 och 1907 till Norra Hälsinglands domsaga och från 1907 till 1948 Sydöstra Hälsinglands domsaga.

## Socknar
Enångers tingslag omfattade tre socknar:
- Enånger
- Njutånger
- Nianfors